# Eucalyptus coolabah
Espèce
Classification phylogénétique
Eucalyptus coolabah est une espèce de plantes à fleurs du genre Eucalyptus et de la famille des Myrtaceae. C'est un arbre des zones ripariennes que l'on trouve dans toute l'Australie depuis les régions arides de l'intérieur aux régions côtières. La plante est communément appelée Coolibah ou Coolabah en anglais, un terme emprunté au mot gulabaa des Aborigènes Yuwaaliyaay.
Pour germer, la graine a besoin d'une immersion et, par conséquent l'espèce est confinée aux régions où il y a au moins des inondations périodiques. Néanmoins, l'arbre peut être trouvé sur de vastes étendues de plaines inondables, même loin des zones d'eau permanente, ainsi que près des zones inondées périodiquement ou à proximité de plans d'eau permanents.
C'est un arbre de grande largeur (souvent plus large que haut) qui atteint jusqu'à 15 m de hauteur. L'écorce est en persistante, gris foncé, épaisse, sillonnée sur le tronc et les branches inférieures, mais gris pâle et lisse sur la partie supérieure.

## Espèces semblables
Il est très semblable à E. microtheca. La principale différence extérieure est que ce dernier a une écorce complètement lisse.

## Liste des espèces et sous-espèces
Selon World Checklist of Selected Plant Families (WCSP) (28 déc. 2010) :
- Eucalyptus coolabah Blakely & Jacobs (1934)
  - sous-espèce Eucalyptus coolabah subsp. arida (Blakely) L.A.S.Johnson & K.D.Hill (1990)
  - sous-espèce Eucalyptus coolabah subsp. coolabah
  - sous-espèce Eucalyptus coolabah subsp. excerata L.A.S.Johnson & K.D.Hill (1990)